# Генрі Джон Елвіс

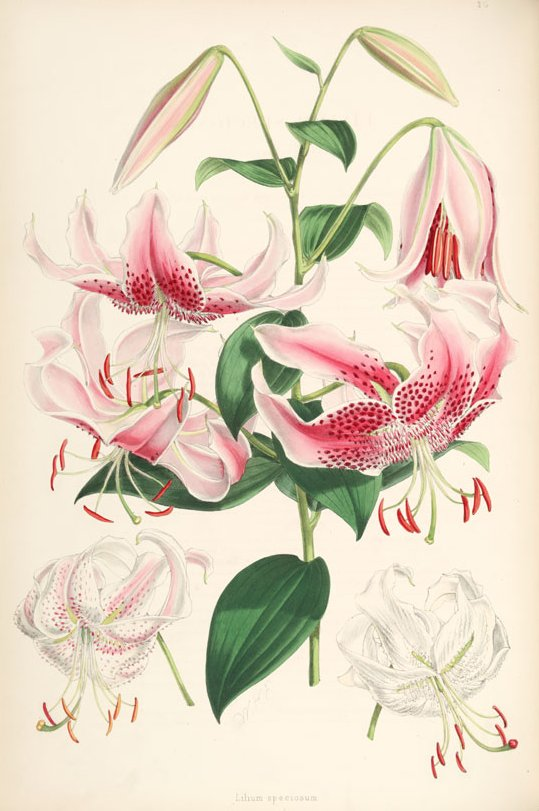
Ілюстрація з «Monograph of the Genus Lilium», 1877—1880.

Генрі Джон Елвіс (англ. Henry John Elwes, 16 травня 1846 — 26 листопада 1922) — британський ботанік, ентомолог та колекціонер.

## Біографія
Генрі Джон Елвіс народився 16 травня 1846 року.
Він зібрав колекцію з 30 000 екземплярів метеликів, у тому числі 11 370 екземплярів метеликів з Палеарктики. Генрі Джон Елвіс побував у різних частинах світу для вивчення птахів, рослин та комах. У 1880 році він опублікував чудовий фоліант Monograph of the Genus Lilium. У 1898 році Генрі Джон Елвіс здійснив поїздку в Алтайські гори.
Генрі Джон Елвіс помер 26 листопада 1922 року.

## Наукова діяльність
Генрі Джон Елвіс спеціалізувався на насіннєвих рослинах.

## Епоніми
На честь вченого названий денний метелик Oeneis elwesi та види рослин Galanthus elwesii та Eremurus elwesii.

## Наукові роботи
- Monograph of the Genus Lilium, London: Taylor and Francis, 1877–1880[5].
- On the butterflies of Amurlan, North China, and Japan, 1881, LV—LIX: 856—916.
- The Trees of Great Britain & Ireland (у співавторстві з Августином Генрі), 1906.
- On the Lepidopteren of the Altai Mountains, pp.  295—367, pl. XI—XIV, 1899.
- Memoirs of Travel, Sport, and Natural History, Edited posthumously by E. G. Hawke. Benn, London, 1930.